# Presa del Carmen
Presa del Carmen är en ort i Mexiko.   Den ligger i kommunen El Marqués och delstaten Querétaro Arteaga, i den centrala delen av landet, 200 km nordväst om huvudstaden Mexico City. Presa del Carmen ligger 2 054 meter över havet och antalet invånare är 195.
Terrängen runt Presa del Carmen är kuperad åt nordost, men åt sydväst är den platt. Runt Presa del Carmen är det ganska tätbefolkat, med 108 invånare per kvadratkilometer. Närmaste större samhälle är Santa Rosa Jauregui, 16,0 km sydväst om Presa del Carmen. Trakten runt Presa del Carmen består i huvudsak av gräsmarker.